# ایشتوان هرنک
ایشتوان هرنک (مجاری: István Hernek; ۲۳ آوریل ۱۹۳۵ – ۲۵ سپتامبر ۲۰۱۴) قایقران کانو اهل مجارستان بود.